# Hageniella nematosa
Hageniella nematosa là một loài Rêu trong họ Sematophyllaceae. Loài này được (Broth. & Paris) Tixier mô tả khoa học đầu tiên năm 1977.